# Xã Alexandria, Quận Leavenworth, Kansas
Xã Alexandria (tiếng Anh: Alexandria Township) là một xã thuộc quận Leavenworth, tiểu bang Kansas, Hoa Kỳ. Năm 2010, dân số của xã này là 882 người.